# Kristoffer Fagercrantz
Kristoffer Fagercrantz, född 9 oktober 1986, är en svensk före detta fotbollsspelare (mittfältare) som spelade allsvensk fotboll för Halmstads BK och Kalmar FF.

## Karriären
Fagercrantz fostrades i IF Centern och gick som 17-åring till Halmstads BK. Han debuterade i Allsvenskan 2005. Under hösten 2006 lånades han ut till div. 2-klubben Laholms FK och 2007 gick han vidare till Falkenbergs FF i Superettan. Säsongen 2010 spelade han för Superettanlaget Jönköpings Södra IF. 
Under försäsongen 2011 blev Fagercrantz klar för allsvenska Kalmar FF då han skrev på ett fyraårskontrakt. Här presenterade han sig omgående då han i klubbens första match på den nya arenan, Guldfågeln arena, gjorde 1-1-målet på ett långskott; med en sträckt högervrist som beordrade bollen upp i det vänstra krysset. Säsongen blev sedan klart godkänd för Fagercrantz som i sina sammanlagt 26 matcher i serien gjorde tre mål och assisterade till två.
Början på säsongen 2012 blev desto tyngre för hallänningen som endast startade i fem matcher i Allsvenskan innan han i augusti 2012 lånades ut till Halmstads BK i svenska Superettan. Väl där var han sedan med om att hjälpa klubben att återta sin allsvenska status då man besegrade GIF Sundsvall i kvalet. Lånet från KFF blev sedan permanent då Fagercrantz i december 2012 köptes loss av Halmstad.
Efter säsongen 2016 valde Fagercrantz att avsluta sin fotbollskarriär.